# Mohnate, Turka
Mohnate (în ucraineană Мохнате) este localitatea de reședință a comunei Mohnate din raionul Turka, regiunea Liov, Ucraina.

## Demografie
Componența lingvistică a localității Mohnate
     Ucraineană (99,67%)
Conform recensământului din 2001, majoritatea populației localității Mohnate era vorbitoare de ucraineană (99,67%), existând în minoritate și vorbitori de alte limbi.